# Верховод, Дмитрий Бенидиктович
Дмитрий Бенидиктович Верховод (род. 10 мая 1960, Алма-Ата, Казахская ССР, СССР) — российский государственный и хозяйственный деятель, генеральный директор Технопарк новосибирского Академгородка (Академпарка) с 2007 по 2017 год и с 2021 года.

## Биография
Родился в городе Алма-Ата, Казахская ССР.
- 1982 окончил механико-математический факультет Новосибирского государственного университета
- 1988 окончил аспирантуру со степенью кандидата физико-математических наук
- 1992—1995 — генеральный директор внешнеэкономической научно-технической ассоциации КАССИ.
- 1995—2000 — заместитель генерального директора, а затем генеральный директор Новосибирского жирового комбината.
- 2000—2004 — заместитель главы администрации Новосибирской области, руководитель департамента имущества и земельных отношений.
- 2004—2005 — директор Западно-Сибирского регионального филиала авиакомпании «Сибирь».
- 2005—2009 — заместитель председателя Сибирского отделения Российской академии наук по общим вопросам, управляющий делами.
- 2007—2017 — генеральный директор Технопарка новосибирского Академгородка.
- 2020 — генеральный директор Технопарка новосибирского Академгородка.

## Семейное положение
Женат, воспитывает двух сыновей и дочку.